# Lasków (Sainte-Croix)
Pour les articles homonymes, voir Lasków.
Lasków est une localité polonaise de la gmina et du powiat de Jędrzejów en voïvodie de Sainte-Croix.